# Reisemarsch
Reisemärsche sind Märsche zur Versetzung einer Truppe von einem Ort zum anderen während Friedenszeiten, dienen also nicht taktischen oder strategischen Überlegungen.
Für die Anordnung und Ausführung von Reisemärschen sind, wenn nicht besondere Übungen mit ihnen verbunden werden, nur disziplinierende, sanitäre oder wirtschaftliche Überlegungen maßgebend. Die größte Tagesleistung bei Friedensmärschen liegt typischerweise bei 20 bis 25 km, wobei üblicherweise der vierte oder fünfte Tag ein Ruhetag ist.